# Ausschüsse des Europäischen Parlaments

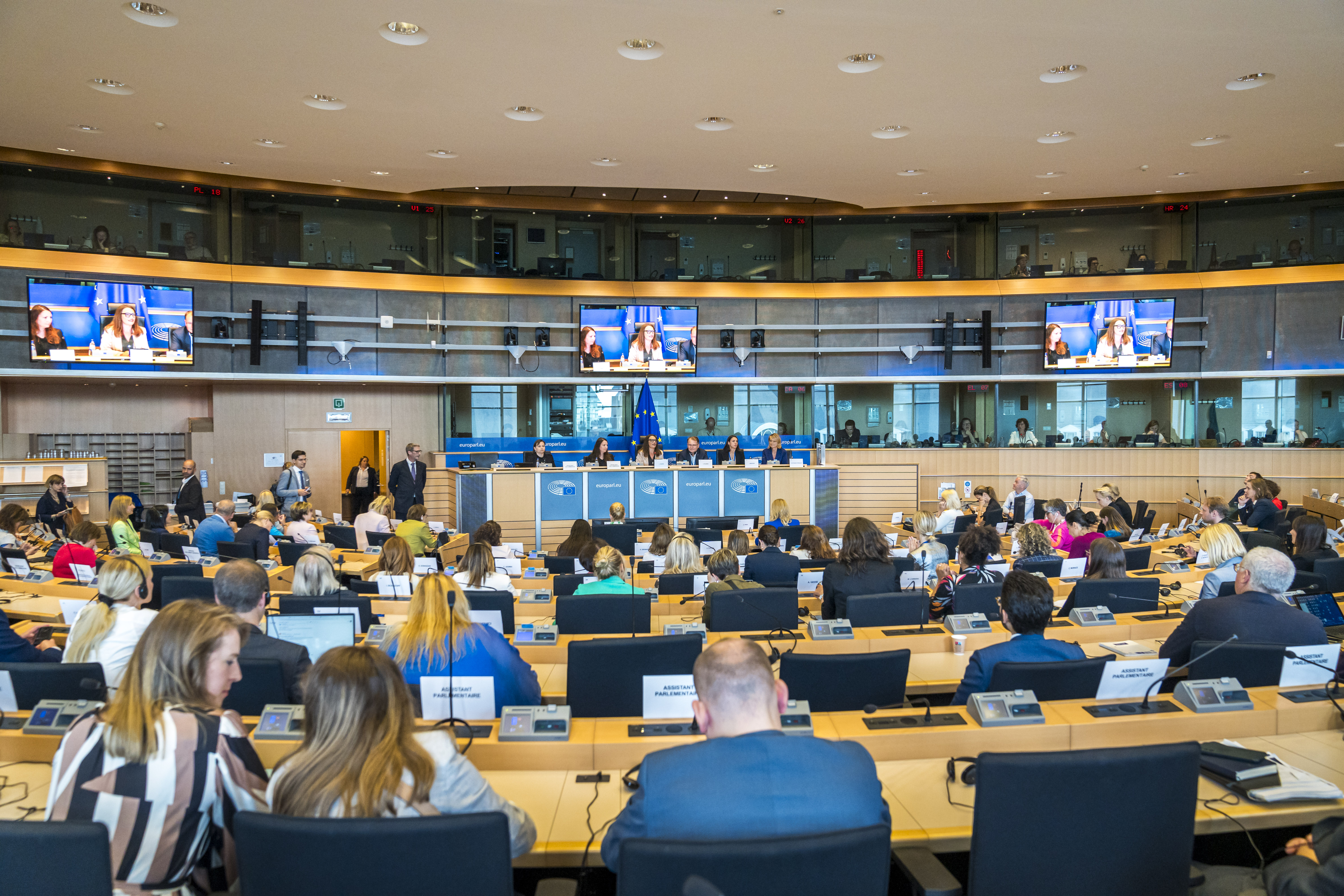
Blick in einen der typischen Ausschuss-Säle des Europäischen Parlaments während der konstituierenden Sitzung des Ausschuss für die Rechte der Frau und die Gleichstellung der Geschlechter im Juli 2024. Ausschusspräsidium (Mitte) und Abgeordnete sitzen sich gegenüber, im Hintergrund befinden sich die Dolmetscherkabinen.

Die Ausschüsse des Europäischen Parlaments sind für bestimmte Themenbereiche eingerichtet und befassen sich als erste mit den Gesetzesvorschlägen, die dem Europäischen Parlament vorgelegt werden. Die Ausschusssitzungen der 20 ständigen Ausschüsse finden grundsätzlich im Brüsseler Parlamentssitz statt. Die Sitzungen der Ausschüsse sind öffentlich und können in der Regel per Livestream verfolgt werden.

## Funktion
Das Europäische Parlament gehört zum Typus der Arbeitsparlamente. Dementsprechend nehmen die Ausschüsse des Parlaments die wichtigen gesetzgeberischen und kontrollierenden Kompetenzen wahr.
Die Ausschüsse erörtern die Gesetzesvorschläge und nehmen dazu Berichte mit Änderungsanträgen an. Zwischen den Abstimmungen in den Ausschüssen und den Plenardebatten werden die Änderungsanträge und Entschließungen innerhalb der Fraktionen erörtert. Die Ausschüsse benennen zudem eine Gruppe von Abgeordneten, die für die Verhandlungen mit dem Rat im Rahmen des EU-Gesetzgebungsverfahrens (Trilog) zuständig ist. Ferner nehmen die Ausschüsse Initiativberichte an, veranstalten Anhörungen mit Sachverständigen und kontrollieren die übrigen Organe und Einrichtungen der EU.
Die Zuständigkeiten der Ausschüsse können nicht systematisch aus den Verträgen, Kompetenznormen und funktionalen Rechtsgrundlagen der Europäischen Union hergeleitet werden, sodass es regelmäßig zu Kompetenzkonflikten kommt.
Die Ausschüsse des Europäischen Parlaments haben, je nach Bedeutung des Ausschusses, zwischen 25 und 76 ordentliche Mitglieder und eine entsprechende Zahl an stellvertretenden Mitgliedern. Alle Ausschüsse wählen aus ihren ständigen Mitgliedern heraus eine oder einen Vorsitzenden sowie bis zu vier stellvertretende Vorsitzende mit einer Amtszeit von üblicherweise zweieinhalb Jahren. Die politische Zusammensetzung des Europäischen Parlaments spiegelt sich in der Zusammensetzung des Ausschusses wider, die Verteilung der Vorsitze folgt dem D’Hondt-Verfahren.
Die Vorsitzenden aller Ausschüsse bilden zusammen die Konferenz der Ausschussvorsitze, die der Konferenz der Präsidenten (d. h. der Fraktionsvorsitzenden) Vorschläge zur Arbeit der Ausschüsse und zur Aufstellung der Tagesordnung unterbreiten kann.
Die Ausschüsse des Europäischen Parlaments sind kaum mit denen der nationalen Parlamente zu vergleichen, da einheitliche Exekutive bzw. eine parlamentarisch getragene Regierungskoalition fehlt. Dadurch entstehen gänzlich unterschiedliche Konflikt- und Kooperationslinien, teils bis ganz unabhängig von Partei-, Delegations- und Fraktionszugehörigkeit.

## Sonder- und Untersuchungsausschüsse
Das Europäische Parlament kann Sonder- und Untersuchungsausschüsse einrichten, um besondere Fragen zu behandeln.

### Untersuchungsausschüsse
Seit dem Vertrag von Maastricht kann das Europaparlament auf Antrag eines Viertels seiner Mitglieder Untersuchungsausschüsse einrichten, um Verstöße gegen das Unionsrecht bzw. Missstände bei dessen Anwendung zu überprüfen. Gegenstand der Untersuchung können sowohl Institutionen der Europäischen Union wie die eines Mitgliedstaats sein. Der Einsetzungsbeschluss des Untersuchungsausschusses muss jedoch die genaue Angabe des Untersuchungsgegenstands inklusive der Referenz zu den relevanten Bestimmungen des Unionsrechts enthalten.
Ein Untersuchungsausschuss kann Dokumente einfordern und Zeugen vorlagen, wobei jedoch sowohl Mitgliedsstaaten wie EU-Institutionen entscheiden, ob die Zeugen tatsächlich erscheinen müssen. Ein Erscheinen kann aus Gründen der Geheimhaltung bzw. Sicherheit verweigert werden.
Ein Untersuchungsausschuss muss spätestens zwölf Monate nach der ersten Sichtung einen Abschlussbericht veröffentlichen, die Frist kann maximal zweimal um jeweils drei Monate verlängert werden.

### Sonderausschüsse
Des Weiteren kann das Europaparlament Sonderausschüsse einsetzen, um sich mit Themen zu beschäftigen, die über den im Vertrag festgelegten Rahmen eines Untersuchungsausschusses hinausgehen. Dazu gehören zum Beispiel breiter gefasste Themen, die nicht unbedingt Verstöße gegen das Unionsrecht betreffen müssen, sowie Themen, die Länder außerhalb der EU betreffen. Oft ist das Ziel ihrer Tätigkeit, Vorschläge möglicher zukünftiger Gesetzesmaßnahmen zu formulieren. Ein Sonderausschuss verfügt über keine formalen Untersuchungsbefugnisse.

## Liste der ständigen Ausschüsse
Im Folgenden sind die 20 ständigen Ausschüsse des Europäischen Parlaments inklusive der aktuell vier Unterausschüsse aufgelistet. Die offiziellen Abkürzungen der Ausschüsse gehen im Allgemeinen auf die englische oder französische Bezeichnung zurück.
| Bezeichnung                                         | Abkürzung | Vorsitz                       | Vorsitz   | Vorsitz       |
| Bezeichnung                                         | Abkürzung | Name                          | Fraktion  | Mitgliedsland |
| --------------------------------------------------- | --------- | ----------------------------- | --------- | ------------- |
| Auswärtige Angelegenheiten                          | AFET      | David McAllister              | EVP       | Deutschland   |
| Menschenrechte (Unterausschuss des AFET)            | DROI      | Mounir Satouri                | G/EFA     | Frankreich    |
| Sicherheit und Verteidigung                         | SEDE      | Marie-Agnes Strack-Zimmermann | RE        | Deutschland   |
| Beschäftigung und soziale Angelegenheiten           | EMPL      | Li Andersson                  | Die Linke | Finnland      |
| Binnenmarkt und Verbraucherschutz                   | IMCO      | Anna Cavazzini                | G/EFA     | Deutschland   |
| Bürgerliche Freiheiten, Justiz und Inneres          | LIBE      | Javier Zarzalejos             | EVP       | Spanien       |
| Entwicklung                                         | DEVE      | Barry Andrews                 | RE        | Irland        |
| Fischerei                                           | PECH      | Carmen Crespo Díaz            | EVP       | Spanien       |
| Haushalt                                            | BUDG      | Johan Van Overtveldt          | EKR       | Belgien       |
| Haushaltskontrolle                                  | CONT      | Niclas Herbst                 | EVP       | Deutschland   |
| Industrie, Forschung und Energie                    | ITRE      | Borys Budka                   | EVP       | Polen         |
| Internationaler Handel                              | INTA      | Bernd Lange                   | S&D       | Deutschland   |
| Konstitutionelle Fragen                             | AFCO      | Sven Simon                    | EVP       | Deutschland   |
| Kultur und Bildung                                  | CULT      | Nela Riehl                    | G/EFA     | Deutschland   |
| Landwirtschaft und ländliche Entwicklung            | AGRI      | Veronika Vrecionová           | EKR       | Tschechien    |
| Petitionen                                          | PETI      | Bogdan Rzońca                 | EKR       | Polen         |
| Recht                                               | JURI      | İlhan Küçük                   | RE        | Bulgarien     |
| Rechte der Frau und Gleichstellung der Geschlechter | FEMM      | Lina Gálvez                   | S&D       | Spanien       |
| Regionale Entwicklung                               | REGI      | Dragoş Benea                  | S&D       | Rumänien      |
| Umweltfragen, Klima und Lebensmittelsicherheit      | ENVI      | Antonio Decaro                | S&D       | Italien       |
| Öffentliche Gesundheit                              | SANT      | Adam Jarubas                  | EVP       | Polen         |
| Verkehr und Tourismus                               | TRAN      | Eliza Vozemberg               | EVP       | Griechenland  |
| Wirtschaft und Währung                              | ECON      | Aurore Lalucq                 | S&D       | Frankreich    |
| Steuerfragen (Unterausschuss des ECON)              | FISC      | Pasquale Tridico              | Die Linke | Italien       |

Stand: Juli 2024

## Liste der nicht-ständigen Ausschüsse

### Zehnte Wahlperiode (2024–2029)
| Bezeichnung                                                 | Abkürzung | Zeitraum         | Vorsitz       | Vorsitz  | Vorsitz       |
| Bezeichnung                                                 | Abkürzung | Zeitraum         | Name          | Fraktion | Mitgliedsland |
| ----------------------------------------------------------- | --------- | ---------------- | ------------- | -------- | ------------- |
| Sonderausschuss zur Wohnraumkrise in der Europäischen Union | HOUS      | Seit Januar 2025 | Irene Tinagli | S&D      | Italien       |

### Neunte Wahlperiode (2019–2024)
| Bezeichnung | Abkürzung | Zeitraum                  | Vorsitz             | Vorsitz  | Vorsitz       |
| Bezeichnung | Abkürzung | Zeitraum                  | Name                | Fraktion | Mitgliedsland |
| --- | --------- | ------------------------- | ------------------- | -------- | ------------- |
| Untersuchungsausschuss im Zusammenhang mit dem Schutz von Tieren beim Transport | ANIT      | Juni 2020 bis Juni 2021   | Tilly Metz          | G/EFA    | Luxemburg     |
| Sonderausschuss zu künstlicher Intelligenz im digitalen Zeitalter | AIDA      | Juni 2020 bis Juni 2021   | Dragoș Tudorache    | RE       | Rumänien      |
| Sonderausschuss zu Krebsbekämpfung | BECA      | Juni 2020 bis Juni 2021   | Bartosz Arłukowicz  | EVP      | Polen         |
| Sonderausschuss zu Einflussnahme aus dem Ausland auf alle demokratischen Prozesse in der EU | INGE      | Juni 2020 bis Juni 2021   | Raphaël Glucksmann  | S&D      | Frankreich    |
| Sonderausschusses zu den Erkenntnissen aus der COVID-19-Pandemie und Empfehlungen für die Zukunft | COVI      | April 2022 bis Juli 2023  | Kathleen Van Brempt | S&D      | Belgien       |
| Sonderausschuss zu Einflussnahme aus dem Ausland auf alle demokratischen Prozesse in der Europäischen Union, einschließlich Desinformation, und zur Stärkung der Integrität, Transparenz und Rechenschaftspflicht im Europäischen Parlament | ING2      | März 2022 bis August 2023 | Raphaël Glucksmann  | S&D      | Frankreich    |
| Untersuchungsausschuss zum Einsatz von Pegasus und ähnlicher Überwachungs- und Spähsoftware | PEGA      | März 2022 bis Juli 2023   | Jeroen Lenaers      | EVP      | Niederlande   |

### Achte Wahlperiode (2014–2019)
| Bezeichnung                                                                                 | Abkürzung | Zeitraum                        | Vorsitz             | Vorsitz  | Vorsitz       |
| Bezeichnung                                                                                 | Abkürzung | Zeitraum                        | Name                | Fraktion | Mitgliedsland |
| ------------------------------------------------------------------------------------------- | --------- | ------------------------------- | ------------------- | -------- | ------------- |
| Sonderausschuss zu Steuervorbescheiden und anderen Maßnahmen ähnlicher Art oder Wirkung     | TAXE      | Februar 2015 bis November 2015  | Alain Lamassoure    | EVP      | Frankreich    |
| Sonderausschuss zu Steuervorbescheiden und anderen Maßnahmen ähnlicher Art oder Wirkung (2) | TAX2      | Dezember 2015 bis August 2016   | Alain Lamassoure    | EVP      | Frankreich    |
| Sonderausschuss zu Geldwäsche, Steuervermeidung und Steuerhinterziehung                     | PANA      | Juni 2016 bis Juni 2017         | Werner Langen       | EVP      | Deutschland   |
| Sonderausschuss zu Finanzkriminalität, Steuerhinterziehung und Steuervermeidung             | TAX3      | März 2018 bis März 2019         | Petr Ježek          | ALDE     | Tschechien    |
| Sonderausschuss für das Genehmigungsverfahren der EU für Pestizide                          | PEST      | März 2018 bis Januar 2019       | Éric Andrieu        | S&D      | Frankreich    |
| Sonderausschuss Terrorismus                                                                 | TERR      | Juli 2017 bis Juli 2018         | Nathalie Griesbeck  | EVP      | Frankreich    |
| Untersuchungsausschuss zu Emissionsmessungen in der Automobilindustrie                      | EMIS      | Dezember 2015 bis Dezember 2016 | Kathleen Van Brempt | S&D      | Belgien       |

### Siebte Wahlperiode (2009–2014)
| Bezeichnung | Abkürzung | Zeitraum                   | Vorsitz      | Vorsitz  | Vorsitz       |
| Bezeichnung | Abkürzung | Zeitraum                   | Name         | Fraktion | Mitgliedsland |
| --- | --------- | -------------------------- | ------------ | -------- | ------------- |
| Sonderausschuss zur Finanz-, Wirtschafts- und Sozialkrise                                                                      | CRIS      | Oktober 2009 bis Juni 2011 | Wolf Klinz   | ALDE     | Deutschland   |
| Sonderausschuss zu den politischen Herausforderungen und den Haushaltsmitteln für eine nachhaltige Europäische Union nach 2013 | SURE      | Juli 2010 bis Juli 2011    | Jutta Haug   | S&D      | Deutschland   |
| Sonderausschuss gegen organisiertes Verbrechen, Korruption und Geldwäsche                                                      | CRIM      | März 2012 bis März 2013    | Sonia Alfano | S&D      | Italien       |

### Sechste Wahlperiode (2004–2009)
| Bezeichnung | Abkürzung | Zeitraum      | Vorsitz            | Vorsitz  | Vorsitz       |
| Bezeichnung | Abkürzung | Zeitraum      | Name               | Fraktion | Mitgliedsland |
| --- | --------- | ------------- | ------------------ | -------- | ------------- |
| Nichtständiger Ausschuss zu den politischen Herausforderungen und Haushaltsmitteln der erweiterten Union 2007–2013                                      | FINP      | 2004 bis 2005 | Josep Borrell      | SPE      | Spanien       |
| Nichtständiger Ausschuss zur behaupteten Nutzung europäischer Staaten durch die CIA für die Beförderung und das rechtswidrige Festhalten von Gefangenen | TDIP      | 2006 bis 2007 | Carlos Coelho      | EVP-ED   | Portugal      |
| Nichtständiger Ausschuss zum Klimawandel | CLIM      | 2007 bis 2009 | Guido Sacconi      | SPE      | Italien       |
| Untersuchungsausschuss zur Krise der „Equitable Life Assurance Society“                                                                                 | EQUI      | 2006          | Mairead McGuinness | EVP-ED   | Irland        |

### Fünfte Wahlperiode (1999–2004)
| Bezeichnung                                                                                    | Abkürzung | Zeitraum                     | Vorsitz                     | Vorsitz  | Vorsitz       |
| Bezeichnung                                                                                    | Abkürzung | Zeitraum                     | Name                        | Fraktion | Mitgliedsland |
| ---------------------------------------------------------------------------------------------- | --------- | ---------------------------- | --------------------------- | -------- | ------------- |
| Nichtständiger Ausschuss über das Abhörsystem Echelon                                          | ECHE      | Juli 2000 bis Juli 2001      | Carlos Coelho               | EVP      | Portugal      |
| Nichtständiger Ausschuss für Humangenetik und andere neue Technologien in der modernen Medizin | GENE      | Januar 2001 bis Januar 2002  | Robert Goebbels             | SPE      | Luxemburg     |
| Nichtständiger Ausschuss für Maul- und Klauenseuche                                            | FIAP      | Februar bis November 2002    | Encarnación Redondo Jiménez | EVP      | Spanien       |
| Nichtständiger Ausschuss für die Verbesserung der Sicherheit auf See                           | MARE      | November 2003 bis April 2004 | Georg Jarzembowski          | EVP      | Deutschland   |

### Vierte Wahlperiode (1994–1999)
| Bezeichnung                                                                                                   | Abkürzung | Zeitraum                     | Vorsitz                 | Vorsitz  | Vorsitz                |
| Bezeichnung                                                                                                   | Abkürzung | Zeitraum                     | Name                    | Fraktion | Mitgliedsland          |
| --- | --------- | ---------------------------- | ----------------------- | -------- | ---------------------- |
| Nichtständiger Ausschuss für die Weiterbehandlung der Empfehlungen zu BSE (spongiforme Rinderenzephalopathie) | BSE       | April bis November 1997      | Dagmar Roth-Behrendt    | SPE      | Deutschland            |
| Nichtständiger Untersuchungsausschuss für das gemeinschaftliche Versandverfahren                              | CTS       | Januar 1996 bis Februar 1997 | John Tomlinson          | SPE      | Vereinigtes Königreich |
| Nichtständiger Ausschuss für Beschäftigung                                                                    |           | Juli 1994 bis Juli 1995      | Celia Villalobos Talero | EVP      | Spanien                |

### Dritte Wahlperiode (1989–1994)
| Bezeichnung | Abkürzung | Zeitraum                     | Vorsitz                 | Vorsitz  | Vorsitz                |
| Bezeichnung | Abkürzung | Zeitraum                     | Name                    | Fraktion | Mitgliedsland          |
| --- | --------- | ---------------------------- | ----------------------- | -------- | ---------------------- |
| Nichtständiger Ausschuss für die Weiterbehandlung der Empfehlungen zu BSE (spongiforme Rinderenzephalopathie)                                          | BSE       | April bis November 1997      | Dagmar Roth-Behrendt    | SPE      | Deutschland            |
| Nichtständiger Untersuchungsausschuss für das gemeinschaftliche Versandverfahren                                                                       | CTS       | Januar 1996 bis Februar 1997 | John Tomlinson          | SPE      | Vereinigtes Königreich |
| Untersuchungsausschuss “Rassismus und Ausländerfeindlichkeit”                                                                                          |           | November 1989 bis Juli 1990  | Jean-Thomas Nordmann    | LDR      | Frankreich             |
| Untersuchungsausschuss zur Ausbreitung des organisierten Verbrechens im Zusammenhang mit dem Drogenhandel in den Ländern der Europäischen Gemeinschaft |           | 1991                         |                         |          |                        |
| Nichtständiger Ausschuss für die Prüfung der Auswirkungen des Prozesses der Vereinigung Deutschlands auf die Europäische Gemeinschaft                  | UNIF      | Januar bis Dezember 1990     | Gerardo Fernández Albor | EVP      | Spanien                |
| Temporary Committee on the Delors II package on future financing of the European Community                                                             |           | 1992                         | Emilio Colombo          | EVP      | Italien                |

### Zweite Wahlperiode (1984–1989)
| Bezeichnung                                                                                      | Abkürzung | Zeitraum              | Vorsitz            | Vorsitz  | Vorsitz                |
| Bezeichnung                                                                                      | Abkürzung | Zeitraum              | Name               | Fraktion | Mitgliedsland          |
| ------------------------------------------------------------------------------------------------ | --------- | --------------------- | ------------------ | -------- | ---------------------- |
| Untersuchungsausschuss zum Drogenproblem in den Ländern der Europäischen Gemeinschaft            |           | 1985 bis 1986         | Marietta Giannakou | EVP      | Griechenland           |
| Untersuchungsausschuss zum Problem der Lagerbestände im Landwirtschaftssektor                    |           | 1986 bis 1987         |                    |          |                        |
| Temporary Committee on the Commission’s proposal ‘Making a success of the Single Act’ (Delors I) |           | 1987                  | Henry Plumb        | ED       | Vereinigtes Königreich |
| Untersuchungsausschuss für die Behandlung und den Transport von Nuklearmaterial (Transnuklear)   |           | Januar bis Juni 1988  |                    |          |                        |
| Untersuchungsausschuss für Qualitätsprobleme im Fleischsektor                                    |           | Oktober 1988 bis 1989 |                    |          |                        |

### Erste Wahlperiode (1979–1984)
| Bezeichnung | Abkürzung                 | Zeitraum                       | Vorsitz               | Vorsitz  | Vorsitz                |
| Bezeichnung | Abkürzung                 | Zeitraum                       | Name                  | Fraktion | Mitgliedsland          |
| --- | ------------------------- | ------------------------------ | --------------------- | -------- | ---------------------- |
| Untersuchungsausschuss zur Situation der Frau in Europa                                                                                |                           | Oktober 1981 bis 1984          | Marie-Claude Vayssade | SOZ      | Frankreich             |
| Untersuchungsausschuss zur Situation der Frau in Europa                                                                                | Maria Lisa Cincari Rodano | Oktober 1981 bis 1984          | KOM                   | Italien  |                        |
| Untersuchungsausschuss für die Behandlung giftiger und gefährlicher Stoffe durch die Europäische Gemeinschaft und ihre Mitgliedstaaten |                           | 1983 bis 1984                  |                       |          |                        |
| Nichtständiger Ausschuss zum wirtschaftlichen Wiederaufschwung in Europa                                                               |                           | Oktober 1983 bis März 1984     | Jacques Moreau        | SOZ      | Frankreich             |
| Temporary Committee on budgetary resources                                                                                             |                           | 1984                           |                       |          |                        |
| Untersuchungsausschuss Wiederaufleben des Faschismus und Rassismus in Europa                                                           |                           | Oktober 1984 bis Dezember 1985 | Glyn Ford             | SOZ      | Vereinigtes Königreich |

## Geschichte
Die Entwicklung des Europäischen Parlaments und jene der parlamentarischen Ausschüsse vollzogen sich annähernd parallel. Nach der ersten direkten Wahl zum Europäischen Parlament 1979 gab es 16 ständige Ausschüsse, deren Zahl bis 1999 auf 20 anstieg. In Folge des Vertrags von Amsterdam fusionierte das Europäische Parlament einige Ausschüsse, die Gesamtzahl sank auf 17. Im Rahmen der Osterweiterung und der erwarteten Kompetenzgewinne durch den Vertrag von Lissabon beschlossen die Abgeordneten Neuerungen für die Ausschüsse:
- Der Regional- und Verkehrsausschuss wurde geteilt in den Ausschuss für regionale Entwicklung (REGI) und in den Ausschuss für Verkehr und Tourismus (TRAN).
- Für den Themenbereich des internationalen Handels/Außenwirtschaftspolitik, bis dato im Kompetenzbereich des Industrieausschusses (ITRE), wurde ein eigenständiger Ausschuss für internationalen Handel (INTA) gegründet.
- Der ebenso neu gegründete Ausschuss für Binnenmarkt und Verbraucherschutz (IMCO) übernahm die Themen des Binnenmarktes des Rechtsausschusses (JURI) und die Zuständigkeiten des Verbraucherschutzes vom Umweltausschuss (ENVI)
- Der Industrieausschuss übernahm vom Wirtschaftsausschuss (ECON) den Themenbereich der Industriepolitik
- Der Ausschuss für konstitutionelle Fragen (AFCO) erhielt auch die Zuständigkeit für Fragen der Geschäftsordnung des Parlaments.

## Wissenschaftliche Rezeption
Aufgrund der besonderen Natur der Ausschüsse des Europäischen Parlaments – supranationales Parlament, Abgeordnete unterschiedlicher Parteien und Parteienfamilien, supranationale Themenfelder – sind diese oft Untersuchungsgegenstand der Politikwissenschaften bzw. dem Subfeld der Europastudien.